# 909morning
『909morning（キューマルキューモーニング）』は、山梨放送（YBSラジオ）で2025年3月31日から放送されている朝の情報番組。本記事は特に説明がない限り「909」は「きゅーまるきゅー」と読む。
番組開始とともに、それまで「ラララ♪スタジオ」呼ばれていたラジオスタジオが「YBS 909 スタジオ」と呼称されるようになった。「909」とは、FM補完中継局の周波数90.9MHzのことを指す。

## 概要
2025年3月31日、『ラララ♪モーニング』の後番組としてスタート。

## 放送時間
- 2025年度 7:00-8:56[注 1]

## 出演者
パーソナリティ
| 期間      | 期間 | 月曜日   | 火曜日   | 水曜日   | 木曜日   | 金曜日   |
| --------- | ---- | -------- | -------- | -------- | -------- | -------- |
| 2025.3.31 | **** | 和泉義治 | 深田幹規 | 荒木美穂 | 村上幸政 | 水越千尋 |

## コーナー
2025年4月時点
出典：YBSラジオ『909morning』トップページ
|      | 月曜日                                                  | 火曜日                                                  | 水曜日                                                  | 木曜日                                                  | 金曜日                                                  |
| ---- | ------------------------------------------------------- | ------------------------------------------------------- | ------------------------------------------------------- | ------------------------------------------------------- | ------------------------------------------------------- |
| 7:00 | オープニング                                            | オープニング                                            | オープニング                                            | オープニング                                            | オープニング                                            |
| 7:03 | 909モーニングニュース                                   | 909モーニングニュース                                   | 909モーニングニュース                                   | 909モーニングニュース                                   | 909モーニングニュース                                   |
| 7:10 | お早う！ニュースネットワーク （内包番組・ニッポン放送） | お早う！ニュースネットワーク （内包番組・ニッポン放送） | お早う！ニュースネットワーク （内包番組・ニッポン放送） | お早う！ニュースネットワーク （内包番組・ニッポン放送） | お早う！ニュースネットワーク （内包番組・ニッポン放送） |
| 7:25 | フリートーク                                            | フリートーク                                            | フリートーク                                            | フリートーク                                            | フリートーク                                            |
| 7:32 | 909モーニングニュース                                   | 909モーニングニュース                                   | 909モーニングニュース                                   | 909モーニングニュース                                   | 909モーニングニュース                                   |
| 7:39 | YBS道路交通情報                                         | YBS道路交通情報                                         | YBS道路交通情報                                         | YBS道路交通情報                                         | YBS道路交通情報                                         |
| 7:45 | 羽田美智子のいってらっしゃい （内包番組・ニッポン放送） | 羽田美智子のいってらっしゃい （内包番組・ニッポン放送） | 羽田美智子のいってらっしゃい （内包番組・ニッポン放送） | 羽田美智子のいってらっしゃい （内包番組・ニッポン放送） | 羽田美智子のいってらっしゃい （内包番組・ニッポン放送） |
| 7:50 | 909 Today's fortune                                     | 909 Today's fortune                                     | 909 Today's fortune                                     | 909 Today's fortune                                     | 909 Today's fortune                                     |
| 7:55 | フリートーク                                            | フリートーク                                            | フリートーク                                            | フリートーク                                            | フリートーク                                            |
| 8:00 | 話題のアンテナ 日本全国8時です （内包番組・TBSラジオ）  | 話題のアンテナ 日本全国8時です （内包番組・TBSラジオ）  | 話題のアンテナ 日本全国8時です （内包番組・TBSラジオ）  | 話題のアンテナ 日本全国8時です （内包番組・TBSラジオ）  | 話題のアンテナ 日本全国8時です （内包番組・TBSラジオ）  |
| 8:15 | 909モーニングニュース                                   | 909モーニングニュース                                   | 909モーニングニュース                                   | 909モーニングニュース                                   | 909モーニングニュース                                   |
| 8:22 | 909 Today's fortune                                     | 909 Today's fortune                                     | 909 Today's fortune                                     | 909 Today's fortune                                     | 909 Today's fortune                                     |
| 8:26 | YBS道路交通情報                                         | YBS道路交通情報                                         | YBS道路交通情報                                         | YBS道路交通情報                                         | YBS道路交通情報                                         |
| 8:30 | 信州まつもと空港フライトインフォメーション              | 信州まつもと空港フライトインフォメーション              | 信州まつもと空港フライトインフォメーション              | 信州まつもと空港フライトインフォメーション              | 信州まつもと空港フライトインフォメーション              |
| 8:38 | 武田鉄矢の今朝の三枚おろし （内包番組・文化放送）       | 武田鉄矢の今朝の三枚おろし （内包番組・文化放送）       | 武田鉄矢の今朝の三枚おろし （内包番組・文化放送）       | 武田鉄矢の今朝の三枚おろし （内包番組・文化放送）       | 武田鉄矢の今朝の三枚おろし （内包番組・文化放送）       |
| 8:46 | 春季：花粉情報、夏季：紫外線情報                        | 春季：花粉情報、夏季：紫外線情報                        | 春季：花粉情報、夏季：紫外線情報                        | 春季：花粉情報、夏季：紫外線情報                        | 春季：花粉情報、夏季：紫外線情報                        |
| 8:50 | YBSラジオニュース                                       | YBSラジオニュース                                       | YBSラジオニュース                                       | YBSラジオニュース                                       | YBSラジオニュース                                       |
| 8:55 | エンディング                                            | エンディング                                            | エンディング                                            | エンディング                                            | エンディング                                            |